# ワイルド・タウン/英雄伝説
『ワイルド・タウン/英雄伝説』（原題: Walking Tall）は、2004年にアメリカで公開されたアクション映画。1973年のアメリカ映画『ウォーキング・トール』のリメイク。実在の保安官ビュフォード・パッサーの物語をモチーフにしている。

## ストーリー
米軍の特殊部隊を除隊したクリスは、久しぶりに懐かしの故郷へと足を踏み入れた。だが、そこで見た光景は、彼が知っている故郷とはまるで異なっていた。かつて製材業で栄えていた頃の面影はなくなり、今では白昼堂々ドラッグの売買が行われ、ギャンブルや風俗が町の顔になってしまっていた。しかも、それらを取り仕切っているのは、クリスのかつての友人ジェイだった。ジェイは警察とも癒着しており、今では誰も彼に逆らうことができないのだった。この惨状を見て、怒りに燃えるクリスは、町の保安官になることを決意。そして実際に保安官になったクリスは、相棒の保安官補レイと共に、角材片手に町の浄化を目指すのだった。

## 登場人物・キャスト
クリス・ヴォーン
演 - ザ・ロック、日本語吹替 - 楠大典
米軍特殊部隊の元隊員。8年ぶりに故郷に帰ったが、あまりの変貌に驚愕し、保安官となり悪と戦う。
レイ・テンプルトン
演 - ジョニー・ノックスビル、日本語吹替 - 永井誠
クリスの幼馴染。保安官補。
ジェイ・ハミルトン
演 - ニール・マクドノー、日本語吹替 - 郷田ほづみ
クリスの高校時代の同級生。裏社会を仕切っており、警察とも癒着している。
ミシェル・ヴォーン
演 - クリステン・ウィルソン、日本語吹替 - 野村須磨子
クリスの妹。救急隊員。
デニ
演 - アシュレイ・スコット、日本語吹替 - 魏涼子
クリスの幼馴染。現在は踊り子をしている。
ピート・ヴォーン
演 - クレオ・トーマス、日本語吹替 - 小尾元政
ミシェルの息子。クリスの甥。
クリス・ヴォーン・シニア
演 - ジョン・ビーズリー、日本語吹替 - 中博史
クリスの父。
コニー・ヴォーン
演 - バーバラ・ターバック、日本語吹替 - 片桐真衣
クリスの母。
スタン・ワトキンス
演 - マイケル・ボーウェン、日本語吹替 - 内田直哉
保安官。ジェイと裏で繋がっている。
ブース
演 - ケヴィン・デュランド、日本語吹替 - 青山穣
ジェイの手下たちのリーダー。